# Кузьмино (Казахстан)
Ку́зьмино (каз. Кузьмино) — село у складі Железинського району Павлодарської області Казахстану. Входить до складу Башмачинського сільського округу.
Населення — 99 осіб (2021; 175 у 2009, 267 у 1999, 413 у 1989).
Національний склад станом на 1989 рік:
- казахи — 42 %;
- росіяни — 30 %.